# 谷天郎
谷 天郎（たに てんろう）は、昭和初期の活動弁士。

## 人物
ポリドールにて、歌の内容の説明などを行っていた。ポリドール歌手が他の歌手のヒット曲を歌う『歌の慰問袋』では、歌が始まる前に歌手名と歌の説明をしていた。

## 主な作品
- 上原敏 たより傑作集 - 歌・上原敏
- 歌の慰問袋 一 - 歌・東海林太郎、染千代、高杉妙子、永岡志津子
- 歌の慰問袋 二 - 歌・高田浩吉、伏見信子、田端義夫、青葉笙子
- 歌の慰問袋 三 - 歌・上原敏、きみ栄、若原春江、結城道子
- 歌の慰問袋 四 - 歌・榎本健一、〆香、北廉太郎、小林千代子